# Clifford D. Simak
Clifford Donald Simak (Millville, Wisconsin, 1904. augusztus 3. – Minneapolis, Minnesota, 1988. április 25.) amerikai tudományos-fantasztikus író, újságíró, szerkesztő.

## Életrajz
- 1929-ben megházasodott, 2 gyermeke született.

## Pályafutása
- 1932-től jelentek meg írásai a Astounding Storiesban

### Művei
- 1944 A város (Kozmosz Fantasztikus Könyvek)
- 1950 Időzavar
- 1952 Lánc a Nap körül
- 1961 Ha megáll az idő
- 1968 Az emberfarkas-elv (Cédrus)

### Díjai
- 1953 International Fantasy Awardot A város című novellafüzéréért
- 1977 az Amerikai Sci-Fi és Fantasy Írószövetség Nagymesteri díjra terjesztette fel.
- 1981 a Nebula-, a Locus-, és a Hugo-díjat is hazavihette legutolsó regényéért, a The Grotto of the Dancing Deer című regényéért.
- 1988 Bram Stoker életműdíj

## Magyarul
- A város. Tudományos-fantasztikus regény; ford., életrajz Kuczka Péter, utószó Sebők Ferenc; Kozmosz Könyvek, Bp., 1970 (Kozmosz fantasztikus könyvek)
- Ha megáll az idő; ford. Végh István; Maecenas, Bp., 1993
- Az emberfarkas-elv; ford. Kiss Marianne; Cédrus, Bp., 1994 (A sci-fi klasszikusai)